# 夜の悪魔
『夜の悪魔』（よるのあくま、Son of Dracula）は、1943年に公開されたアメリカ合衆国のホラー映画。監督はこの作品がユニバーサル・ピクチャーズでの第一作となるロバート・シオドマク。弟のカート・シオドマクがオリジナル・ストーリーを担当した。主演はロン・チェイニー・ジュニア、彼とたびたび共演するイヴリン・アンカースが助演。
ドラキュラがコウモリに変身するシーンが描写されたのはこの作品が初めて。ユニバーサル・ホラーのドラキュラものでは、『魔人ドラキュラ』（1931年）、『女ドラキュラ』（1936年）についで3本目。ただし、ドラキュラ伯爵本人の登場は翌年の『フランケンシュタインの館』まで待たなければならない。

## あらすじ
舞台はニューオリンズ。プランテーション農園経営者のコールドウェル大佐には二人の娘キャサリンとクレアがいる。姉のキャサリンは超自然に関心を持ち、ヨーロッパ旅行で知り合ったハンガリー貴族のアルカード伯爵をアメリカに招待する。実はアルカードの正体はドラキュラの子孫。アルカード（Alucard）という名前もドラキュラ（Dracula）を逆から綴ったもの。
アルカードは到着早々、大佐を殺す。姉妹に等分されるはずだった遺産は、直前に書き換えられ、キャサリンは農園だけもらい、残りはクレアが相続することになった。この不公平な相続はキャサリンの意思で、キャサリンの婚約者フランクは理解できない。クレアと主治医のブルースターは、キャサリンが気が触れたのではないかと心配する。
キャサリンが夜な夜などこかに出かけるのでフランクは心配し、ある晩、あとをつける。キャサリンが行った先は排水溝そばで、アルカード伯爵と逢引していた。二人はそのまま判事のところに行き結婚する。超自然に関心のあるキャサリンはアルカード伯爵が吸血鬼と知ったうえでこの結婚を選んだ。アルカード伯爵も、この田舎の農園で世俗から離れ共に永遠の愛を生きる覚悟だった。
二人の結婚を知ったフランクは逆上し、拳銃でアルカード伯爵を撃つ。しかし弾丸は貫通し、キャサリンだけ死ぬ。フランクが警察に自首し、殺人容疑で逮捕される。一方、死んだはずのキャサリンを見たブルースター医師は吸血鬼に詳しいラズロ教授に協力を依頼する。
鉄格子の中にいるフランクの元に吸血鬼となって蘇ったキャサリンが現れる。実はキャサリンはフランクを愛していて、アルカード伯爵と結婚したのは不死を手に入れ、それをフランクにも分け与えるためだった。キャサリンはアルカード伯爵の居所を教え、滅ぼすようフランクに頼む。
アルカード伯爵を滅ぼしたフランクはキャサリンの待つ屋敷に向かう。キャサリンは棺の中で眠っていた。
ブルースター医師とラズロ教授が屋敷に到着した時、屋敷は燃えていた。フランクがキャサリンを滅ぼすため棺に火をつけたのだった。

## キャスト
ロン・チェイニー・ジュニアがドラキュラの息子を演じる。チェイニーは『狼男』（1941年）でローレンス・タルボットを演じたことで知られる。
- アルカード伯爵：ロン・チェイニー・ジュニア
- フランク・スタンリー：ロバート・ペイジ（英語版）
- キャサリン・"ケイ"・コールドウェル：ルイズ・オルブリットン（英語版）
- ブルースター医師：フランク・クレイヴン（英語版）
- ラズロ教授：Ｊ・エドワード・ブロムバーグ（英語版）
- ドーズ保安官：パット・モリアリティ
- クレア・コールドウェル：イヴリン・アンカース
- クイーン・ジンバ：アデライン・ド・ウォルト・レイノルズ（英語版）
- サラ：エッタ・マクダニエル（英語版）
- コールドウェル大佐：ジョージ・アーヴィング（英語版）
- アンディ：サム・マクダニエル（英語版） ※クレジットなし
- パーティの客：ジョージ・ミーカー（英語版） ※クレジットなし

## テーマ
この映画では、ドラキュラ伯爵は小説の舞台である19世紀に滅ぼされたという設定になっている。
ドラキュラものとしては翌1944年に『フランケンシュタインの館』、1945年に『ドラキュラとせむし女』が続き、どちらもジョン・キャラダインがドラキュラ伯爵に扮している。ドラキュラの棺が列車で到着するシーンは『凸凹フランケンシュタインの巻』（1948年）でも繰り返し出てくる。
劇中、ブルースターとラズロはアルカード伯爵がドラキュラの子孫かもしれないと推測している。一方、キャサリンはフランクに「彼はドラキュラよ」と告げている。ドラキュラ本人なのかそうでないのかは映画では明確にされていない。1943年当時の宣材用のプレスでは「子孫」（descendant）と書かれている。
本作は、伯爵がヨーロッパからアメリカに渡った最初のユニバールのドラキュラ映画である。

## 制作
カート・シオドマクのオリジナル・ストーリーをエリック・テイラーが脚色している。
ロバート・シオドマクは週給150ドルの契約。脚本が「2、3日でこしらえたものだけに酷い」と、映画をとることに消極的だった。しかし、妻から、他の監督より少しでも良ければ撮影所に好印象を与えるんじゃないかしらと説得されしぶしぶ引き受けた。その結果、撮影の3日後には今後7年間の契約の申し出を受けた。「かなりの箇所を書き直したんで出来は悪くなかった。良くはないがいくつかのシーンはなかなかのもの」とはロバート・シオドマクの弁。

### 特撮
この映画で初めて、吸血鬼がコウモリから人型へ変身する場面を描いた。また、霧から人型になるのも初で、ユビバーサル・ホラーではこれ一本だけである。特殊効果を担当したのはジョン・P・フルトン。フルトンはユニバーサルのメインの特殊効果アーティストで、キャリアは1933年の『透明人間』から。